# Onze-Lieve-Vrouw van de genade
Nuestra Señora de la Merced, ofwel Onze-Lieve-Vrouw van de genade, is de beschermheilige van Peru. Haar nationale feestdag in Peru is 24 september, de dag waarop zij officieel tot beschermheilige werd uitgeroepen.
De verering van de Señora de la Merced in Peru vindt haar oorsprong ten tijde van het ontstaan van de stad Lima. Hier bouwden Spaanse monniken, die met de conquistadores naar Peru kwamen, hun eerste kloosters en in 1540 werd de eerste serieuze kerk van Peru in Lima gebouwd. Deze monniken, die een belangrijke bijdrage boden aan de ontwikkeling van de stad, waren afkomstig uit de Spaanse kloosterorde van La Merced (De Genade), en zij kenden Maria onder de naam Onze lieve vrouwe van de genade (Nuestra Señora de la Merced). In Spanje hield deze kloosterorde zich bezig met de educatie van gevangenen en misdadigers, die naar hun mening de “genade” van Maria kregen.
Señora de la Merced wordt meestal afgebeeld als een grote vrouw met een enorme mantel aan. Haar enorme omvang is een gevolg van het feit dat haar afbeelding meestal geschilderd werd door inheemse schilders. Zij kregen van de Spanjaarden de instructie om een heilige vrouw te schilderen, maar zij waren onbekend met het fenomeen “heilige maagd” en vonden het logischer om een berg te schilderen om heiligheid uit te drukken. Die berg kreeg vervolgens een mantel aan en er werden armen en een hoofd aan geschilderd. Daardoor is Señora de la Merced in Peru meestal gigantisch afgebeeld.
Op 24 september 1921 werd zij officieel uitgeroepen tot beschermheilige van het onafhankelijke Peru, nadat zij al eerder de beschermheilige van de Spaanse regio Peru was geweest.

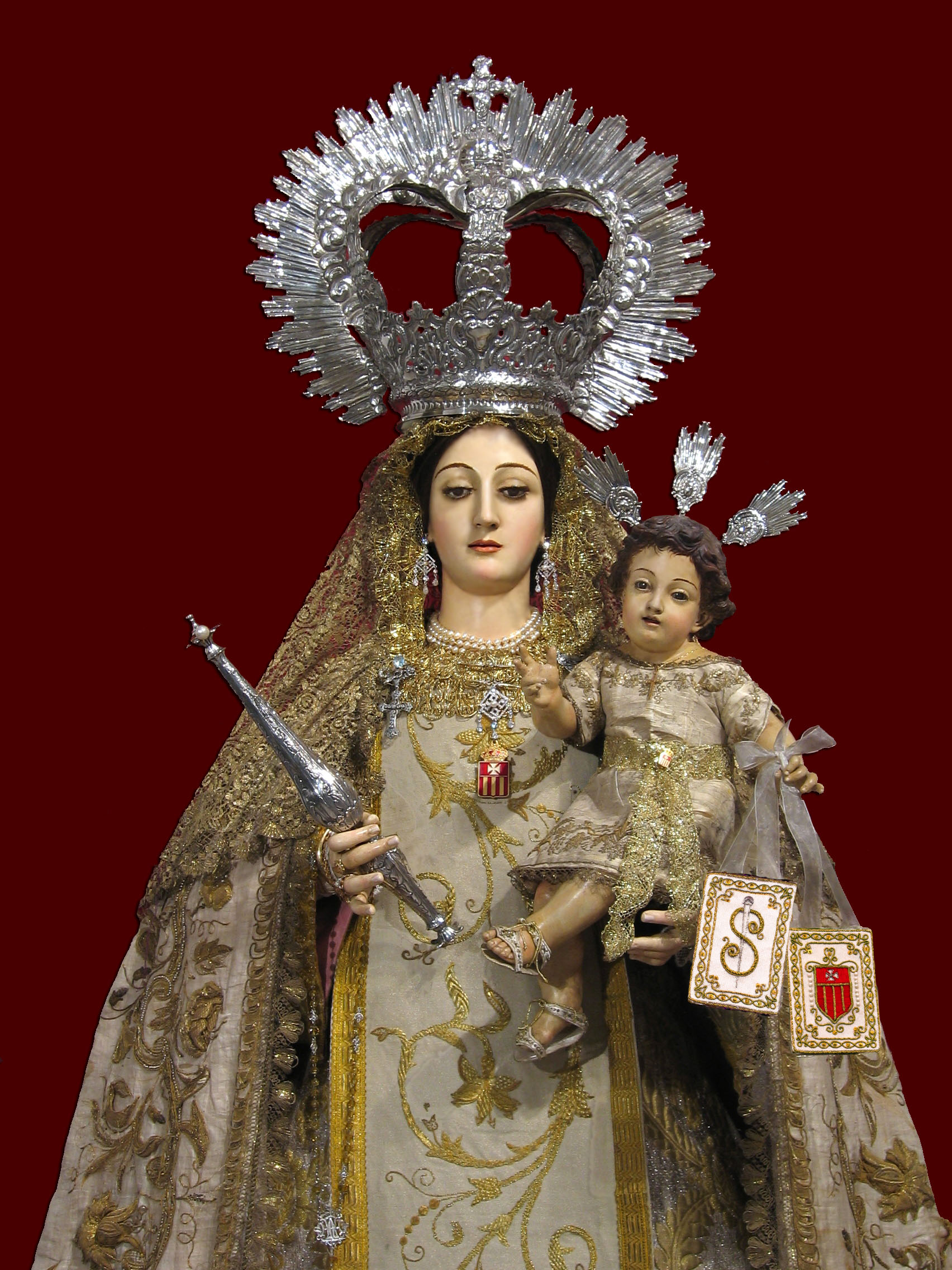
Ntra. Sra. de las Mercedes in San Fernando (Cádiz)